# Monkton Farleigh Manor House

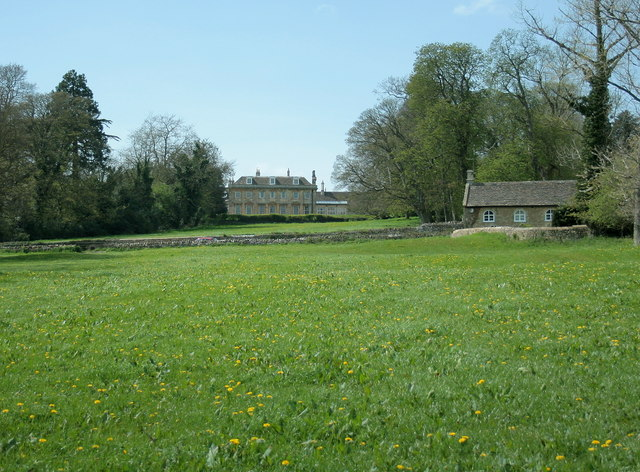
Monkton Farleigh Manor House

Monkton Farleigh Manor House ist ein Herrenhaus, etwa 5 km entfernt von Bradford-on-Avon und etwa 8 km entfernt von Bath, in der englischen Grafschaft Wiltshire. Das Haus aus dem 16. Jahrhundert wurde auf dem Gelände einer ehemaligen cluny’schen Abtei, die 1125 gegründet worden war, errichtet und English Heritage hat es als historisches Gebäude I. Grades gelistet.

## Geschichte
1536 erhielt Edward Seymour, 1. Duke of Somerset, damals auch Viscount Beauchamp, das Gelände der ehemaligen Abtei, seiner Kirche, des Glockenturms, des Kirchhofes, die Grundherrschaft und die Kirchenstiftung von Farleigh, sowie alle dortigen Ländereien, zugesprochen.
Der älteste Teil des Herrenhauses, der im 16. Jahrhundert aus Materialien der ehemaligen Priorei errichtet wurde, liegt auf der Westseite. Im 17. Jahrhundert wurde das Haus ergänzt und auch im 18. Jahrhundert gab es weitere Anbauten. Oberhalb der Ajimezfenster findet man behauene Fragmente der angrenzenden Abtei aus dem 12. und 13. Jahrhundert, z. B. einen Sargdeckel mit einem eingeschnittenen Kreuz. Die Keller des Hauses gehörten zu den ursprünglichen Konventsgebäuden der Abtei. Ein Teil des Altargrabes mit einem schweren Steinrelief wurde in einen Kaminsims im nahegelegenen Monkton House in Broughton Gifford integriert.
Von 1737 bis 1804 lebte die Familie Seymour in Monkton Farleigh Manor House. 1812 pachtete John, der Sohn von Richard Long aus Rood Ashton das Haus vom Bischof von Salisbury und nach seinem Tod 1833 fiel es an seinen Sohn John. Die Longs hatten das Anwesen bis 1842 gepachtet, dann ging es an Wade Browne über. Nach dessen Tod 1851 wurde es an verschiedene Pächter vergeben und schließlich widmeten die Kirchenkommissare die Grundherrschaft in ein freies Anwesen um. Ein Teil des Geländes und das Herrenhaus selbst wurden 1873 an Sir Charles Hobhouse, Baronet, verkauft, dessen Nachfahren es heute noch besitzen.
Der Bishop Jewel's Room im alten Westflügel ist nach John Jewel benannt, der 1571 in dem Herrenhaus starb.